# Kanivreservoiret
Kanivreservoiret (ukrainsk: Канівське водосховище, tr. Kanivske vodoskhovisjtje) er et vandreservoir på Dnepr, opkaldt efter byen Kaniv i Ukraine, som er beliggende i Kyiv og Tjerkasy oblast. Reservoiret blev skabt i 1972 ved opførelsen af Dnepr vandkraftværket.
Reservoiret har et areal på 675 km², er 162 km langt, har en gennemsnitlig bredde på maksimalt 5 km , og har en gennemsnitlig dybde på 4,4 meter. Den samlede vandmængde er 2,6 km³.
De økonomiske fordele ved Kanivreservoiret har været debatteret voldsomt. Ved oprettelsen af reservoiret blev en masse værdifuld landbrugsjord oversvømmet, og processen med genbosættelse var dyr og vanskelig. Værdien af elproduktionen fra vandkraftværket kan næppe nok forrente omkostningerne ved etablering og alle kompensere for alle skaderne forårsaget af oprettelsen af reservoiret.
Vandkraftværket har en installeret effekt er 444 MW og producerer 0,972 TWh per år. Reservoiret benyttes i øvrigt til besejling og kunstvanding.

## Billeder
- Kaniv vandkraftværk 2012